# Теофіл Лапінський
Теофі́л Лапі́нський (пол. Teofil Łapiński; 19 грудня 1827 — 15 травня 1886) — польський військовик галицького походження, австрійський артилерійський офіцер, діяч польського національно-визвольного руху. Представник шляхетського роду Лапінських гербу Любич. Навчався у віденській Терезіанській лицарській академії (1838–1841), служив у австрійській армії (до 1848). Вояк львівської Національної гвардії (1848), учасник революції в Угорщині (1848—1849). З 1849 року мешкав у Франції, де зблизився із польським патріотичним гуртком Адама Чарторийського. Під час Кримської війни (1853—1856) перебував у Османській імперії, де займався вишколом польського корпусу добровольців. У 1857—1859 роках взяв участь у Кавказькій війні на боці кавказьких народів проти Росії; очолював польський допоміжний корпус під іменем полковника Теффік-бея (Teffik-bej). Згодом повернувся в Європу, жив у Лондоні. Був знайомий із Джузеппе Мадзіні, Олександром Герценим, Михайлом Бакуніним і Карлом Марксом, на якого справив гарне враження.1863 року організував морську експедицію до Литви з метою підтримати Польське січневе повстання. Після поразки повстанців займався журналістикою: був кореспондентом швейцарської газети «Der Weisse Adler» (з 1864), писав до галицьких періодичних видань (у 1870-х). Від 1878 року мешкав у Львові, де й помер. Видав декілька автобіографічних праць, серед яких найціннішою вважається двотомник «Горці Кавказу та їхня визвольна боротьба проти росіян» (1863).

## Біографія

### Молодість
Син Ігнатія Лапінського, члена Галицького станового сейму, дідича Деластовичів і Лазанів, з підляського шляхетського роду Лапінських з Лапів гербу Любич.
Народився 1826 року в Галичині. Навчався у віденському Терезіанумі. З молодих років брав участь у польських підпільних організаціях. 1848 року вступив до польської Національної гвардії у Львові.

### Угорська революція

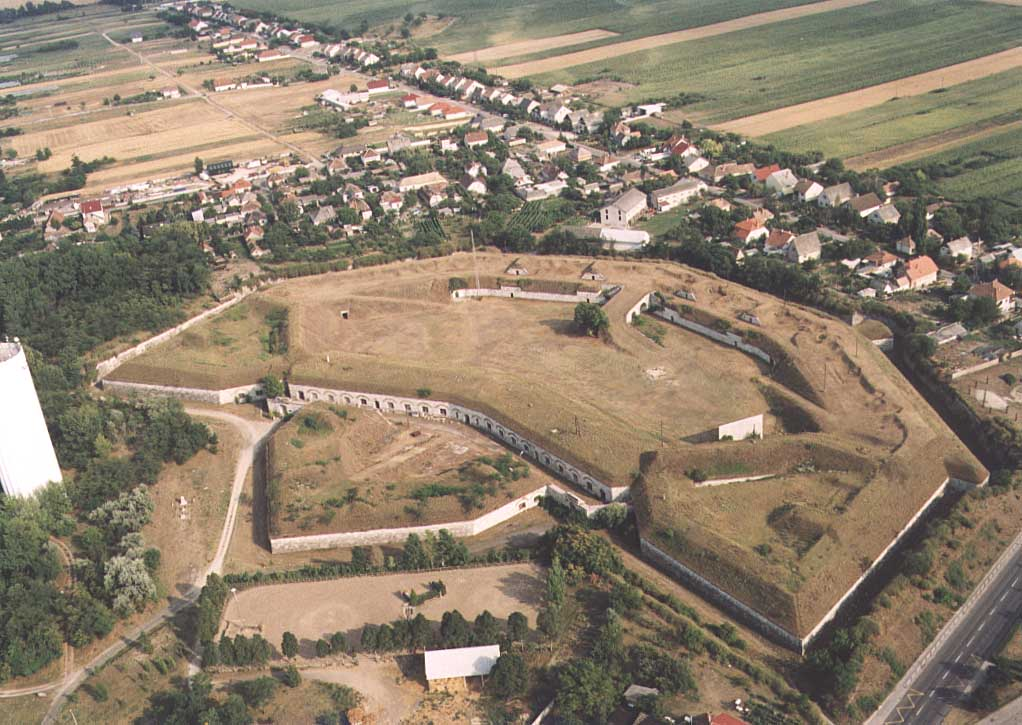
Сучасний вигляд Коморннської фортеці (Комаром, Угорщина)

Лапінський брав участь в Угорській революції 1848—1849 років на боці повстанців. Він був капітаном піхотної артилерії у І-му корпусі угорської революційної армії під командуванням генерала Нодь-Шандора. Поляк пройшов весь похід й відзначився у декількох битвах. Наприкінці походу він фактично командував корпусною артилерією, яка за російськими оцінками становила найкращу частину революційного війська.
Коли угорський головнокомандувач Артур Гергей капітулював перед російськими інтервентами біля Вілагоша 13 серпня 1849 року, Лапінський перебував у фортеці Коморн, начальником якої був генерал Геогр Клапка. Ця фортеця була останнім оплотом угорських революціонерів. Лапінський входив до їхнього радикального крила, так званих «червоних республіканців» або «ультра-мадярів», які мали за відзнаку червоне перо на капелюсі й перебували під лідерством Жигмонда Талі, керівника фортечної артилерії. Після того як 27 вересня 1849 року Клапка підписав договір про здачу Коморна, Лапінський разом із іншими капітулянтами отримав паспорт на виїзд до Османської імперії. 6 жовтня він вирушив через Болгарію та Сербію до Стамбула в складі польського загону під командуванням генерала Владислава Замойського.
На початку 1850 року Лапінський переїхав зі Стамбулу до Гамбурга. Там він опублікував у видавців Гоффмана і Кампе свою першу книгу «Похід головної угорської армії в 1849 році». У ній серед причин поразки революції Лапінський зазначав:
Нещастям угорців було те, що вони не знали росіян... Віденський кабінет повністю перебував у руках росіян... за їхніми настановами убили керівників [повстання]... всілякими способами здобуваючи прихильність собі, росіяни керували Австрією з таким розрахунком, щоб зробити її більш ненависною [угорцям], ніж вона коли-небудь була...

### Еміграція
Згодом емігрував до Франції, де зв'язався з табором князя Адама Чарторийського.
Напередодні Кримської війни проти Росії виїхав до Османської імперії. Намагався створити окремий корпус польських волонтерів для боротьби кавказців проти росіян. З початком війни воював у чині майора на боці європейських держав у складі польської дивізії генерала Замойського.
Після завершення Кримської війни знову планував сформувати окремий польський експедиційний корпус для участі у Кавказькій війні на підтримку адигів. У лютому 1857 року на чолі декількох десятків польських вояків висадився на  чорноморському узбережжі Кавказу. Воював на боці кавказців до 1859 року. Намагався сформувати регулярну військову частину, посилену артилерією, залучаючи до неї численний контингент поляків, які служили в російській армії.
Після початку польського повстання 1863 року очолив морську експедицію до Литви, з метою забезпечити повстанців зброєю, продовольством і добровольцями. Втім виправа завершилася безуспішно.
Останні роки свого життя проживав у Франції та Британії. Був кореспондетом Der Weisse Adler.
1878 року повернувся до Галичини, осів у Львові. Помер 1886 у Львові.

## Праці
- Der Feldzug der ungarischen Hauptarmee im Jahre 1849 (Selbsterlebtes). Hamburg, 1850  [Архівовано 15 лютого 2017 у Wayback Machine.]

«Похід головної угорської армії в 1849 році»
- Lapinski Theophil (Tefik-bey), Die Bergvölker des Kaukasus und ihr Freiheitskampf gegen die Russen, nach eigener Anschauung geschildert von Theophil Lapinski (Tefik-bey), Oberst und Commandant einer polnischen Trup penabtheilung im Lande der unabhängigen Kaukasier. Hamburg, 1863 1 [Архівовано 3 липня 2017 у Wayback Machine.], 2 [Архівовано 15 лютого 2017 у Wayback Machine.]

«Горці Кавказу та їхня визвольна боротьба проти росіян»
Докладна розповідь про участь автора у Кавказькій війні. Містить багато унікальної інформації про адигів Північно-Західного Кавказу та особливостей військових дій у цьому регіоні. Вийшла німецькою мовою. Цінне джерело з історії Кавказької війни, а також культури і суспільства кавказьких народів.
- Der Weiße Adler, 1864
- Z przypomnień polskiego wychodżcy byłego oficera honwedów 1848/49 // Tygodnik Polski na Węgierskiej Ziemi, 1872, n. 1 ff.
- Powstańcy na morzu w wyprawie na Litwę. Z pamiętników pułkownika. Lwów, 1878  [Архівовано 15 лютого 2017 у Wayback Machine.]

## Погляди
Непримиренний ворог Російської імперії, «класичний кондотьєр» (за висловом О.Герцена), прихильник туранської теорії Францішека Духінського про неслов'янське походження росіян.

### Українське питання
Т. Лапинський вважав, що перспектива підняти антиімперське повстання серед чорноморських, донських і лінійних козаків є цілком реальною:
|  | «Вони (чорноморські козаки) єдині серед козаків Росії, у яких переважає слов'янська кров і які розмовляють не офіційною великоросійською, а своєю старою малоросійською або русинською мовою;… Ці козаки ніколи не мали великої прив'язаності до російського уряду, але в останній час (Т. Лапинський перебував на Кавказі в 1857-59 рр.), коли російський уряд усе більше й більше порушує їхні привілеї і коли, незважаючи вони надзвичайно роздратовані, і якби вони мали у своїх сусідів, адигів, хоч якусь підтримку, вже не раз спалахнули би заворушення, і це було б тим більше небезпечно для уряду, що на Дону є також багато незадоволених. До того ж це старе плем'я козаків серед усіх козацьких племен користується найбільшою повагою і вважається серед них головним. Окрім того, їх контингенту біля 20 000 осіб і вони можуть скликати такий же сильний резерв». |

## Оцінки
Карл Маркс
лист до Енгельса (Лондон, 1863.9.12)
Найцікавіша людина, з якою я тут познайомився, це полковник Лапінський. Це безумовно найрозумніший поляк і до того ж homme d’action [людина дії] з усіх, яких я знаю. Всі його симпатії на боці німців, хоча він за своїми манерами і мовою француз
Олександр Герцен
Лапінський був у повному значенні слова кондотьєр. Твердих політичних переконань у нього не було ніяких. Він міг йти з «білими» і «червоними», з чистими і брудними; належачи за народженням до галицької шляхти, за вихованням до австрійської армії, він сильно тягнувся до Відня. Росію і все російське він ненавидів дико, шалено, непоправно. Ремесло своє, ймовірно, він знав, вів довго війну і написав чудову книгу про Кавказ
Миколай Бакунін
лист до Герцена (1863.4.9)
Лапінський хоробрий, спритний, тямущий, але безсовісний або, щонайменше, широкосовісний кондотьєр, патріот в сенсі непримиренної і непереможної ненависті до росіян, як військовик за ремеслом ненавидів і зневажав будь-який, навіть свій власний народ